# Nowołysohirka
Nowołysohirka (ukr. Новолисогірка) – przystanek kolejowy w miejscowości Lisohirka, w rejonie chmielnickim, w obwodzie chmielnickim, na Ukrainie. Położony jest na linii Jarmolińce – Husiatyn.
W okresie międzywojennym istniała tu mijanka Smotrycz.